# Роз'їзд №36
Роз'ї́зд № 36 (рос. Разъезд №36) — село у складі Ішимського району Тюменської області, Росія.
Стара назва — обгонний пункт Опеновка.
Населення — 21 особа (2010, 28 у 2002).
Національний склад станом на 2002 рік:
- росіяни — 96 %